# Фінляндія на літніх Паралімпійських іграх 1972
Фінляндія на IV літніх Паралімпійських іграх, які проходили у 1972 році у німецькому Гайдельберзі, була представлена 24 спортсменами (20 чоловіками та 4 жінками) у 5 видах спорту. Фінські атлети завоювали 2 срібних та одну бронзову медалі (всі у плаванні). Збірна Фінляндії зайняла неофіційне 28 загальнокомандне залікове місце.

## Медалісти
| Медаль | Призери        | Вид спорту | Дисципліна                  |
| ------ | -------------- | ---------- | --------------------------- |
| Срібло | Матті Лаунонен | Плавання   | 25 м на спині 1А (чоловіки) |
| Срібло | Рісто Ліуска   | Плавання   | 25 м брасом 2 (чоловіки)    |
| Бронза | Рісто Ліуска   | Плавання   | 25 м на спині 2 (чоловіки)  |